# Osona
Osona es una comarca española situada mayoritariamente en la provincia de Barcelona, Cataluña, salvo los municipios de Viladrau, Vidrá y Espinelvas, que pertenecen a la provincia de Gerona. Se engloba dentro del ámbito de la Cataluña Central y el Alto Ter.
Ocupa una extensión de 1019 km². Su capital es la ciudad de Vic.

## Geografía

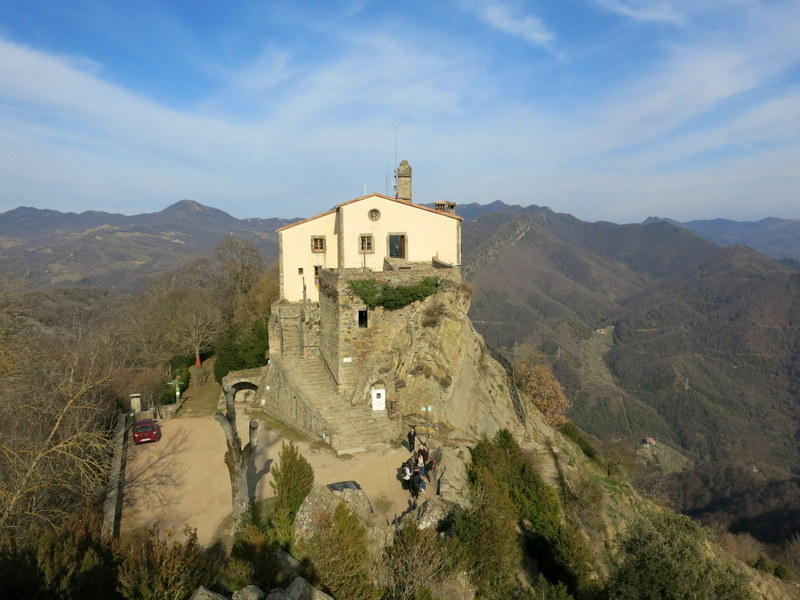
Bellmunt, al norte, desde donde hay una magnífica vista de la totalidad de la comarca de Osona.

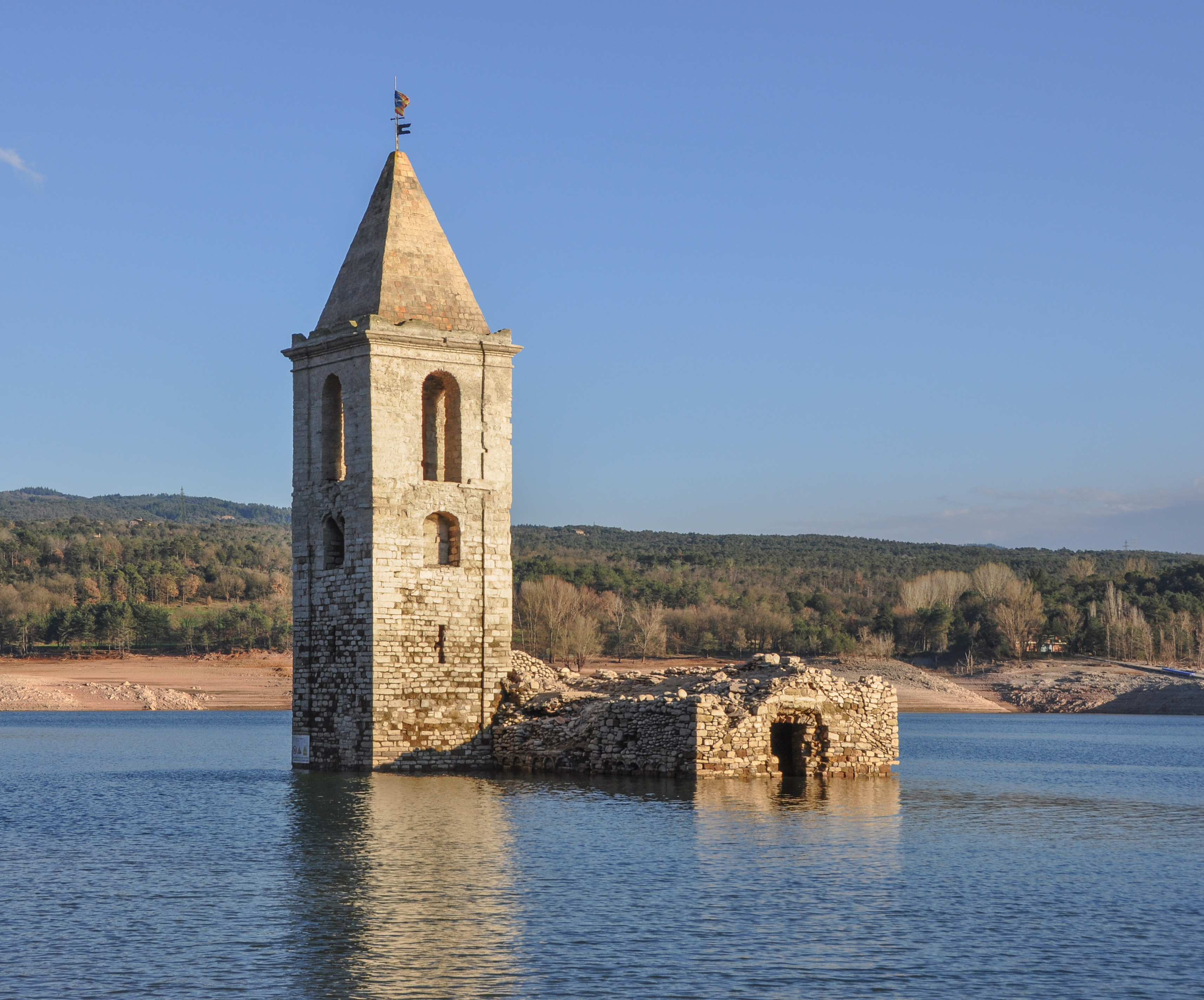
La torre de la iglesia de San Román, en el embalse de Sau, Espacio natural de les Guilleries-Savassona.

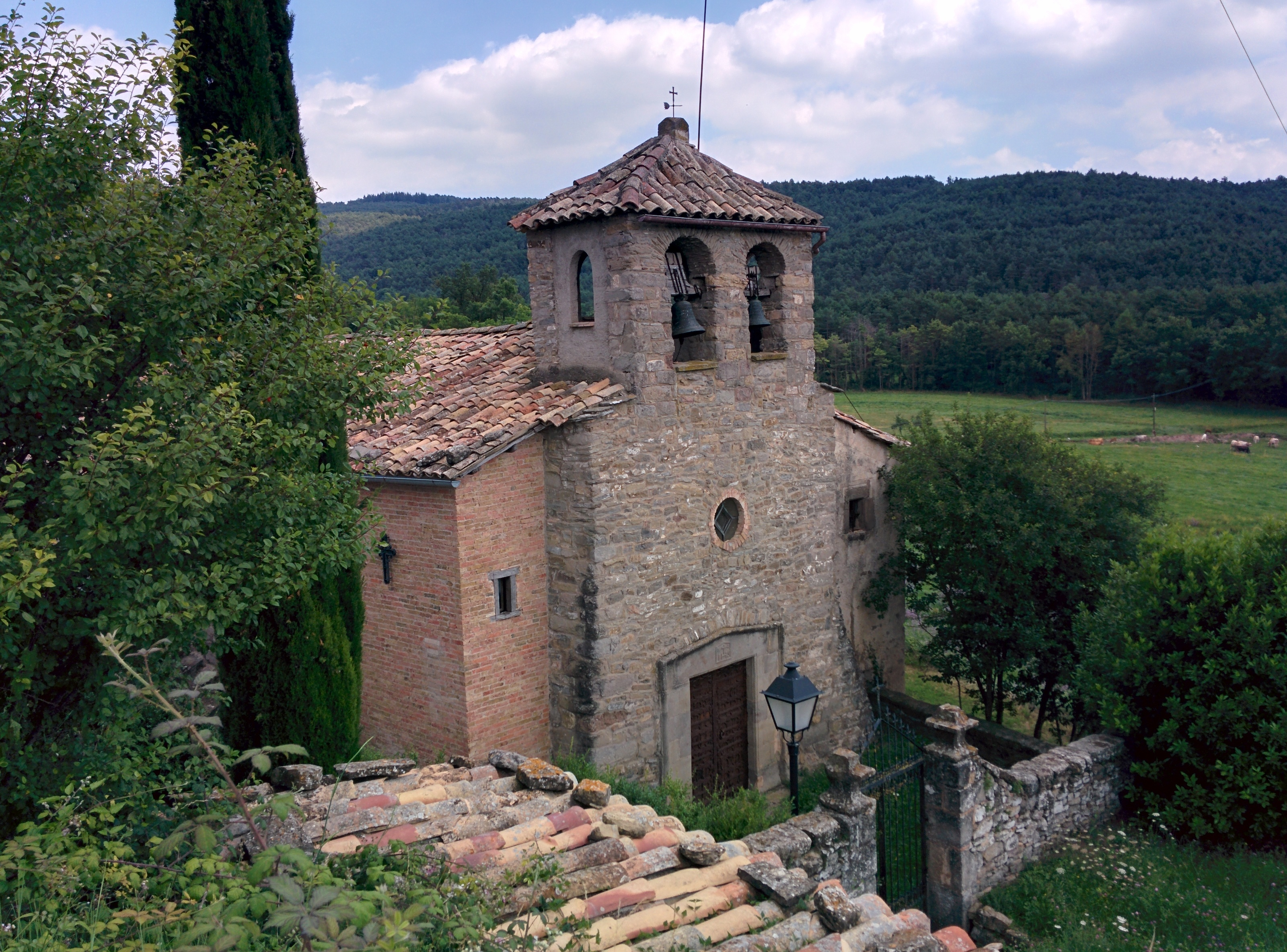
San Agustín de Llusanés

La comarca de Osona incluye cuatro unidades geológicas. En el centro, rodeada de montañas, se encuentra la Plana de Vic, una cuenca de erosión que suele considerarse parte de la depresión central catalana por su origen y composición, atravesada en su mitad norte por el río Ter, y en su mitad sur por el río Congost. El río Ter entra en la comarca por el noroeste, separando el Llusanés de las sierras de Bellmunt (1247 m) y Curull (1361 m), que se extienden hacia el este y marcan el límite septentrional de la Plana. Estas montañas forman parte, por un lado, de la parte meridional de las montañas prepirenaicas y, por otro, son el límite noroccidental de la cordillera Transversal, que se extiende hacia el este por la sierra de Cabrera (1308 m), el Collsacabra y las Guillerías. 
En el centro de la Plana de Vic, de unos 10 km de ancho por 30 km de norte a sur, el río Ter se desvía hacia el este y abandona la comarca por una profunda garganta que separa el Collsacabra, al norte, de las Guillerias, al sur, comarca esta por la que penetra en La Selva. El relieve en cuesta que cierra la Plana por el este (cordillera Transversal) acaba en altos acantilados que rodean el embalse de Sau (424 m), construido para retener las aguas del río Ter, que está rodeado en esta zona por una serie de importantes escarpes: El Grau (699 m) y Tavertet (850 m) por el norte, Vilanova y El Far (832 m), por el sur, con cortados de hasta 500 m de altura. 
El macizo del Montseny cierra la comarca por el sur. Al sudoeste, la comarca se alarga hacia el Vallés Oriental por el valle del río Congost, llegando hasta el municipio de San Martín de Centellas (462 m) y los riscos de Bertí. Mientras al este del valle se encuentra el macizo del Montseny, al oeste se encuentran los escarpes que dan lugar al altiplano del Moyanés, que en esta zona bordean los 1000 m de altitud. 
A la altura de Santa Eulalia de Riuprimer, Osona se ensancha hacia el oeste por el municipio de Oristá, el más meridional del Llusanés, subcomarca que bordea la plana por su lado occidental. El Llusanés, atravesado de norte a sur por la riera Gavarresa, es un altiplano profundamente fracturado cuyos pueblos más importantes se encuentran a 200 o 300 m por encima de Vic. Se extiende hacia el norte hasta el término de Sora, que cierra la comarca por el noroeste y termina en el núcleo de La Farga de Bebié, junto al río Ter, colonia textil a caballo entre Osona y el Ripollés. En este tramo septentrional, al norte de la Plana de Vic, Osona comprende los términos de Montesquiu y San Quirico de Besora, junto al río Ter, y se adentra hacia el este en la cordillera Transversal dando lugar a otra subcomarca, El Bisaura o Vidranés, que se extiende por el nordeste hasta las sierras de Milany y Santa Magdalena, al norte de las sierras de Bellmunt y Curull, que limitan la Plana de Vic por su lado septentrional. 

### Geología
Geológicamente, la Plana de Vic es una cuenca de erosión excavada por el río Ter y el río Congost y sus afluentes en un enorme apilamiento de margas eocénicas repletas de fósiles marinos. Estos materiales tienen un espesor de unos 1000 m sobre el suelo paleozoico. En superficie aparece una serie de pequeños cerros testigos muy característicos, de los que ha desaparecido la vegetación y que están rodeados de cárcavas. Los más famosos son los de Aguilar, Clascar de Malla, Guardiola, Puigsacost, el del Castillo de Tona, Torrellebreta, Mont-rodon y la Creu de Gurb.
Al norte, se encuentra el anticlinal de Bellmunt, que en su base está formado por margas y en su parte superior está compuesto de areniscas y conglomerados, como las sierras de Curull, Cabrera y el Collsacabra.
Al sur del río Ter, las Guillerías y el macizo del Montseny están formados por materiales paleozoicos, principalmente granitos. Al oeste de la comarca, la zona sur que bordea el río Congost está formada por calizas. El Llusanés vuelve a ser un relieve en cuesta o plataforma estructural inclinada hacia el oeste, con materiales de base eocénica con una superposición de materiales oligocénicos en los que predomina las arcilla rojas alternadas con areniscas, margas y conglomerados. Esta subcomarca sido muy recortada por los cursos fluviales. 
El Bisaura o Vidranés, entre 500 y 1500 m, está formado por rocas calizas y areniscas, en gran parte del Eoceno.

## Hidrografía

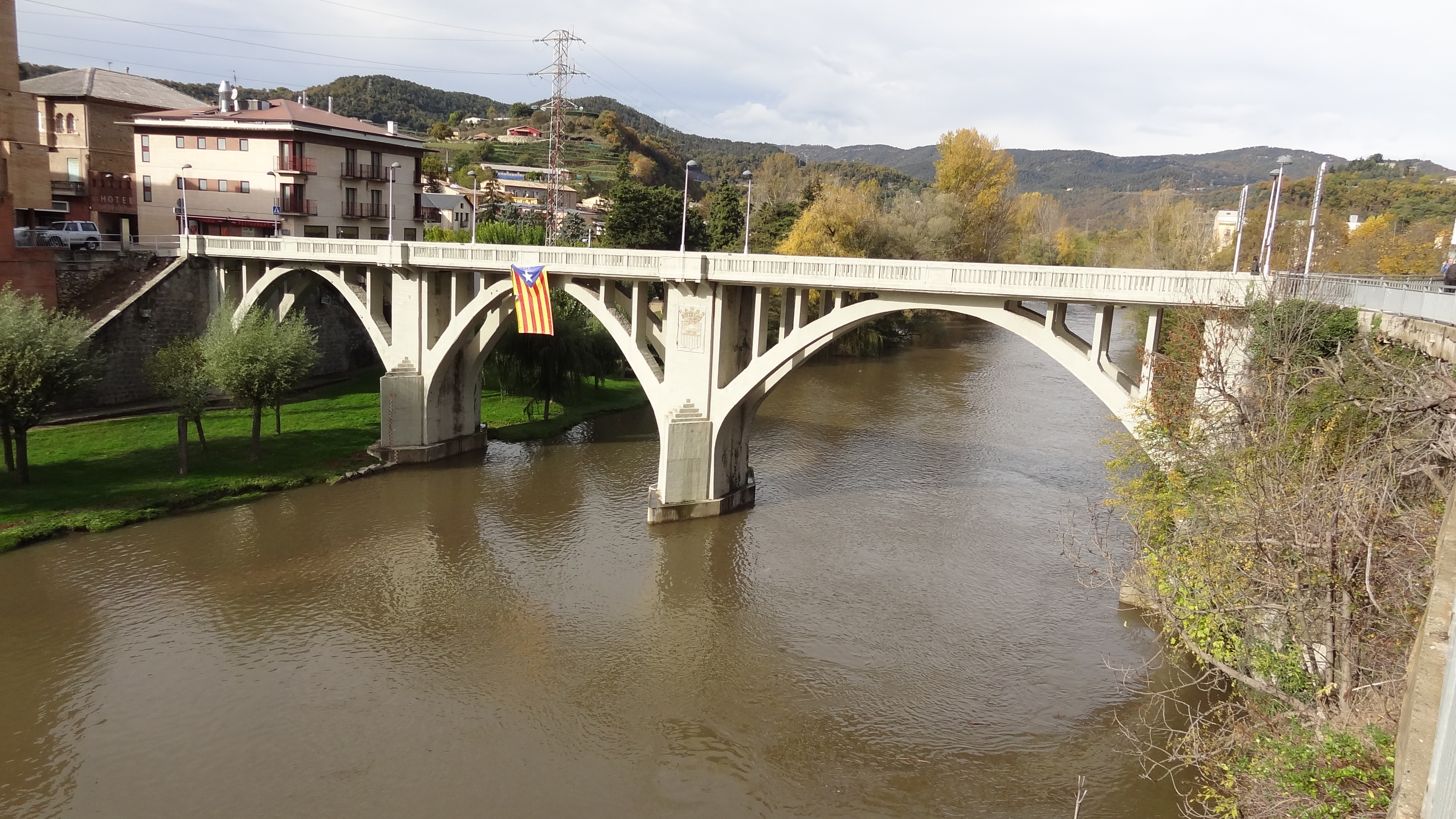
El río Ter a su paso por San Quirico de Besora

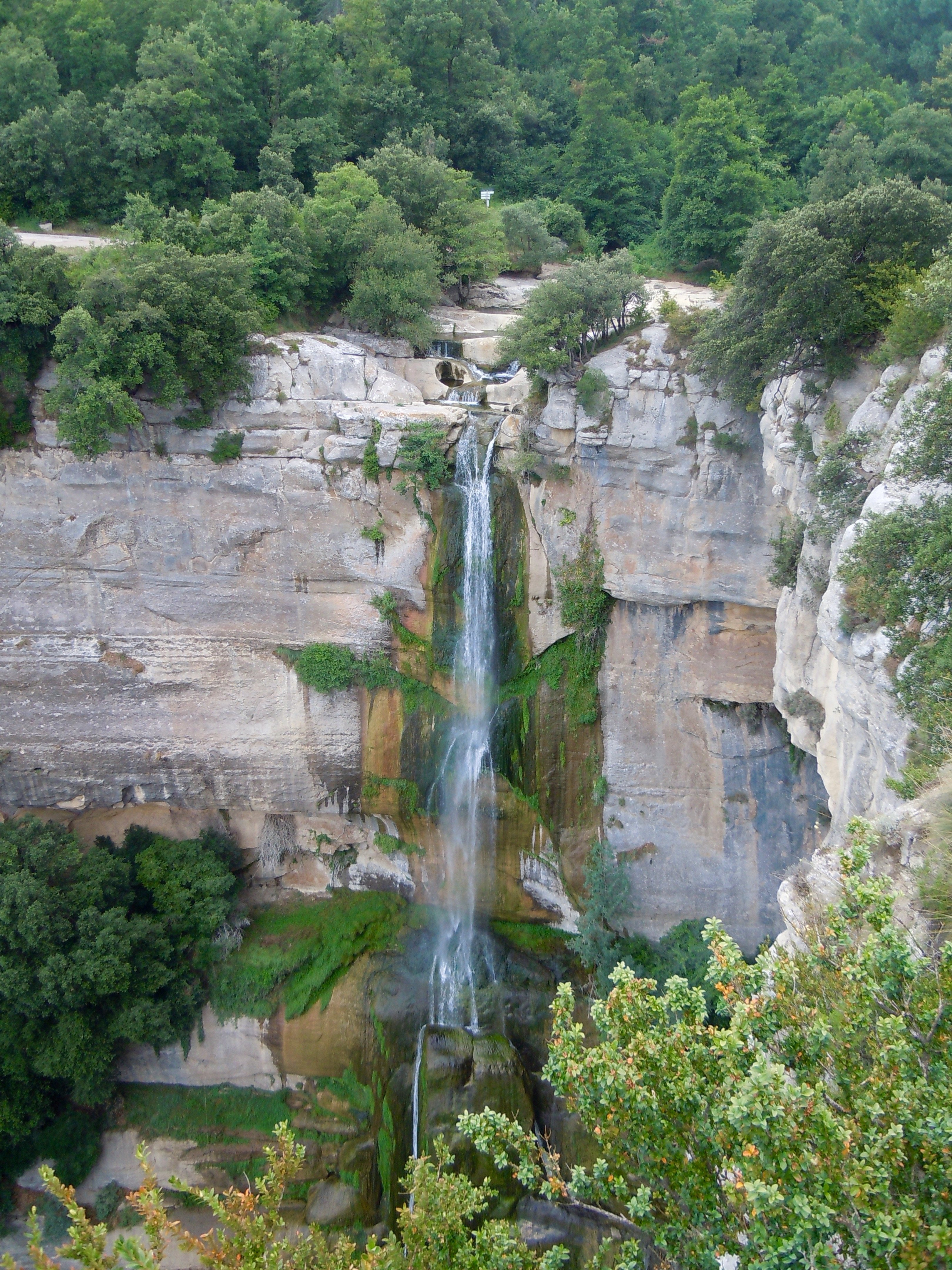
Salto de Sallent, en el Collsacabra, en la riera de Rupit, afluente del Ter.

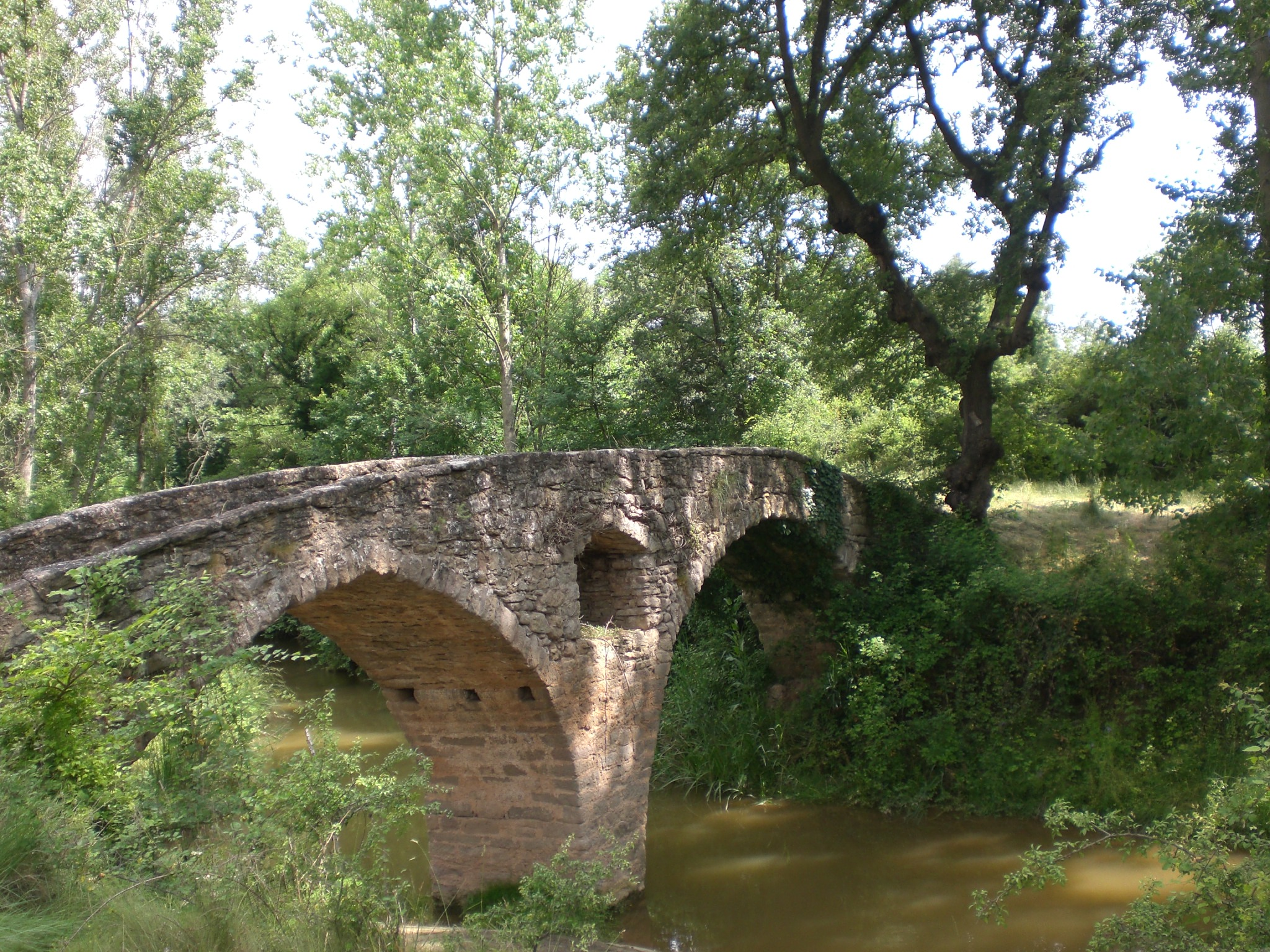
Puente románico de la riera de San Martín de Albars, en el Llusanés, sobre la riera Gavarresa.

El principal río de la comarca es el Ter, que baña la mitad norte. Mucho menos importante es el Congost y su cuenca que desembocan en el río Besós, en la mitad sur, y los ríos del Llusanés, que vierten hacia el oeste en la cuenca del río Llobregat.
El principal afluente del Ter es el río Ges, que nace en el El Bisaura, al noroeste del Puigsacalm (1514 m), en la cordillera Transversal, aunque ya en la comarca de La Garrocha. El Ges, después de atravesar el Forat Micó, la garganta que separa las sierras de Bellmunt y Curull, recibe al río Fornés, que nace bajo la collada de Bracons, y desemboca en el Ter por la izquierda, en Torelló. Por la orilla derecha, el Ter recibe la pequeña riera de Sorreigs, que procede del Llusanés y desemboca, después de atravesar el término de Santa Cecilia de Voltregá, a la altura de Manlleu.
El Ter, que entra en la comarca por La Farga de Bebié y recorre los términos de Montesquiu y San Quirico de Besora, entra en la Plana de Vic a unos 514 m de altitud por La Mambla de Orís y Borgoñá, viejas colonias textiles que se hallan donde el río separa las sierras de Bellmunt y el cerro de Orís, donde se halla el castillo de Orís, a 914 m y que linda con el Llusanés, al oeste. Inmediatamente, se encuentra el término de Torelló, y le siguen, mientras el río forma meandros, Las Masías de Voltregá, Manlleu, Roda de Ter y las Masías de Roda, por donde el río entra en la comarca de La Selva, a unos 414 m, en la cola del embalse de Sau, separando el Collsacabra de Guillerías. Otro afluente del Ter por la derecha es el río Gurri, que nace en el Montseny, en las faldas noroccidentales del Matagalls y viaja hacia el norte, recogiendo agua de los términos de Seva, Taradell, Santa Eugenia de Berga, Malla, Calldetenes, Vic y Roda de Ter. Este tiene como afluente al río Méder, de unos 14,5 km, que nace en Santa Eulalia de Riuprimer y recoge agua de los términos de Montanyola, San Bartolomé del Grau, Gurb y Vic, ciudad que atraviesa por su extremo meridional.
En el Collsacabra, al norte y a la izquierda del Ter, destacan las rieras de les Gorgues, que nace en los escarpes de Aiats, pasa por Cantonigrós y Santa María de Corcó y desemboca frente a San Pedro de Caserras. También se encuentra la riera de Sallent o de Rupit, que forma el imponente salto de Sallent.
En Guillerías, por donde el Ter se encaja hacia la comarca de La Selva, recibe, por la derecha, las aguas de la Riera Mayor, que nace cerca de Matagalls, y las rieras de Espinelves, el Boix y Castanyedell, y, por la izquierda, procedente de los escarpes de Tavertet, las aguas de las rieras del Aiguardent, el Pregon y les Pipes.
El Llusanés es escarpado en su cara oriental, hacia la Plana de Vic, y más suave y largo hacia el Bages y el río Llobregat, al oeste. En la cara oriental, destacan las rieras de Sora, en el extremo norte, Cussons, que nace bajo la sierra dels Munts, y Sorreigs. En la vertiente occidental, destacan la riera de Merlès, en el límite septentrional, y la riera Gavarresa, considerada en parte reserva natural, ambas afluentes del Llobregat.

## Clima

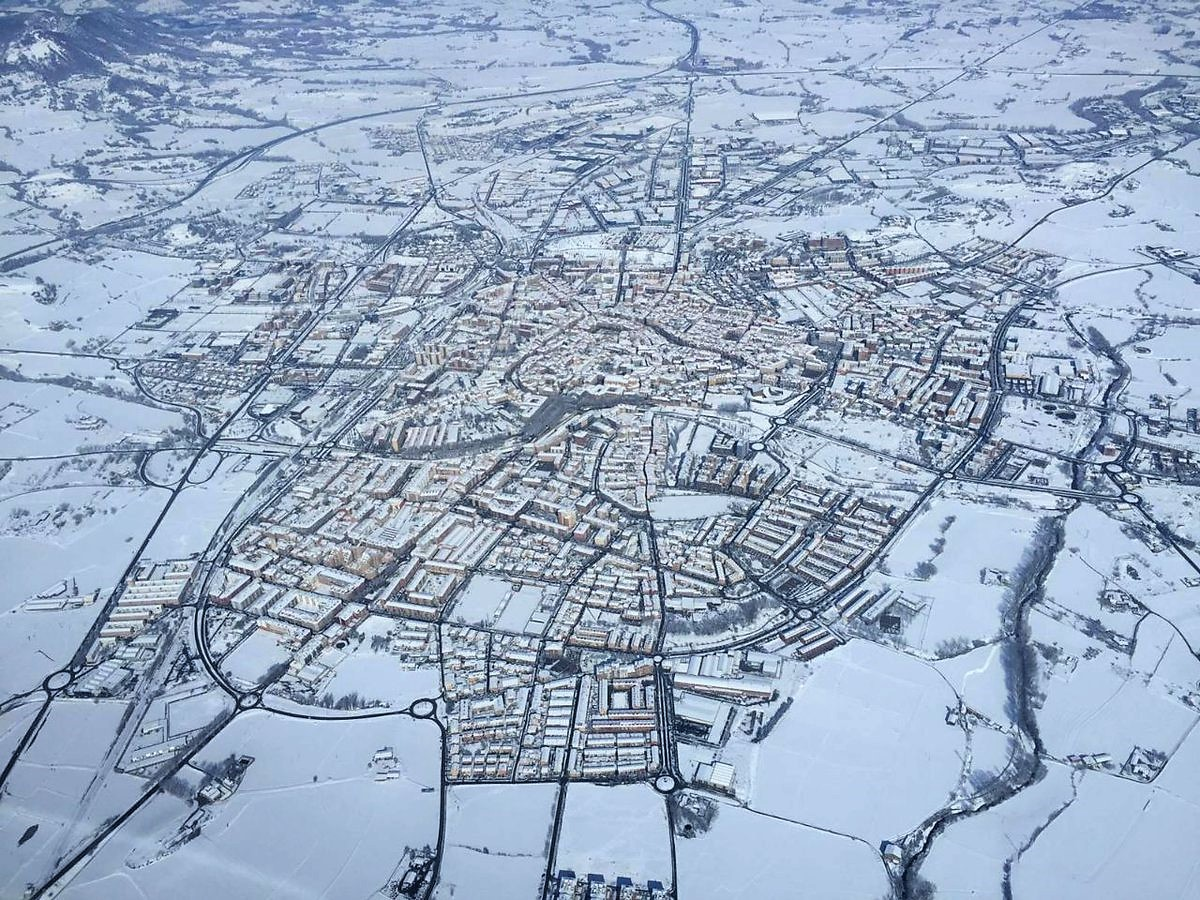
Vic en febrero de 2018.

El interior de Osona tiene un clima continental mediterráneo (temperaturas extremas y relativamente húmedo, con lluvias más abundantes en primavera y otoño) mientras que en las montañas que la rodean, sobre todo en el este y el sur, el clima es mediterráneo con matices atlánticos debido a la altitud y cercanía con el mar, lo cual es evidente en su vegetación. La altura media de la comarca supera los 500 m y está formada por una planicie central, la Plana de Vic, rodeada de alturas más elevadas, y una subcomarca montañosa, el Llusanés. La ausencia de viento hace que en los meses invernales sea frecuente el fenómeno de inversión térmica, que hace que haga más frío y se formen nieblas en las zonas bajas. En la actualidad, las nieblas son menos frecuentes, extensas y duraderas que hace una treintena de años. En Vic, la capital de la comarca, a 500 m de altitud, la media anual es de 12 a 14 grados, pero las temperaturas oscilan mucho, entre los -2,5 y los 7,8.oC de media en enero, y los 15 y los 28,8.oC de media en julio, aunque los números se desfasan rápidamente con el cambio climático, ya que tienden a ascender. Las precipitaciones también son muy variables; aunque la media es de 760 mm, con máximas en verano, las diferencias se han incrementado con el cambio climático y varían mucho según el mes y el año.
En 1985 se alcanzaron los -20.oC, y en 2001, los -17.oC en Vic, mientras que en verano se rozan los 40.oC. Las lluvias pueden ser abundantes en primavera o en otoño, pero también escasas. Entre 2010 y 2020 se ha reducido el cultivo de maíz debido a la escasez de lluvias, aunque algunos años, como 2018 son buenos (352 mm en el primer cuatrimestre del año en Vic) y otros malos, como 2019 (82 mm en el primer cuatrimeste del año en Vic). En Tavertet, a 860 m de altitud, cayeron 228 en los primeros cuatro meses de 2018 y 81 mm en los primeros cuatro meses de 2019. En 2019, en todos los casos, cayeron menos de 20 mm en los tres primeros meses del año. En un lugar más húmedo, como Espinelvas, en las faldas del Montseny, conocido por sus plantaciones de abetos de Navidad, la diferencia en el primer cuatrimestre fue de 445 mm en 2018 y 105,6 mm en 2019; en el año la diferencia fue de 1460 mm en 2018 y 721 mm en 2019.
 Algunos episodios de sequía han hecho amarillear los robledales en pleno agosto, y las perspectivas son de una peligrosa variabilidad que ya ha permitido el avance ce ciertas plagas como la oruga del boj y la avista asiática.

## Economía

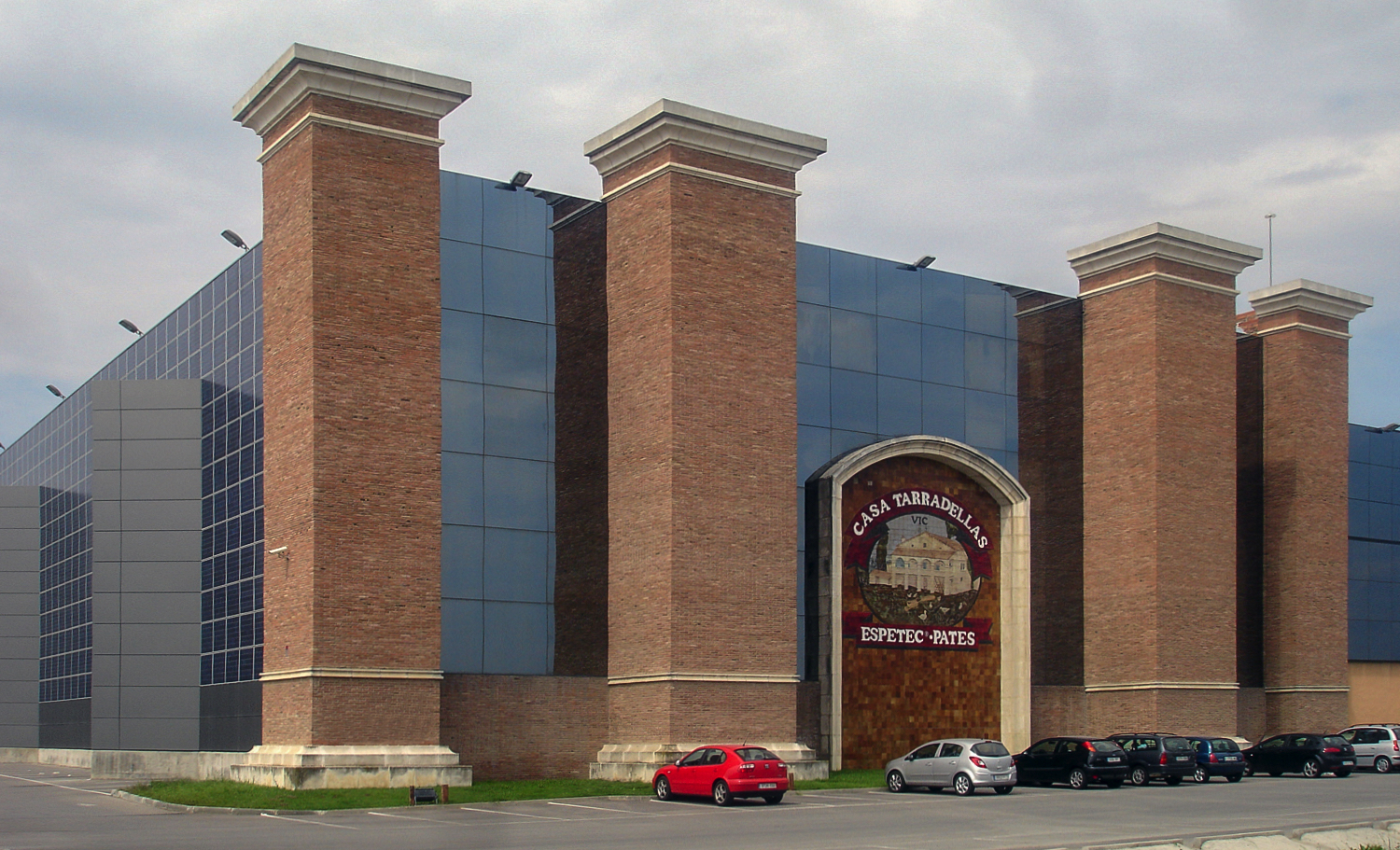
Casa Tarradellas en Gurb.

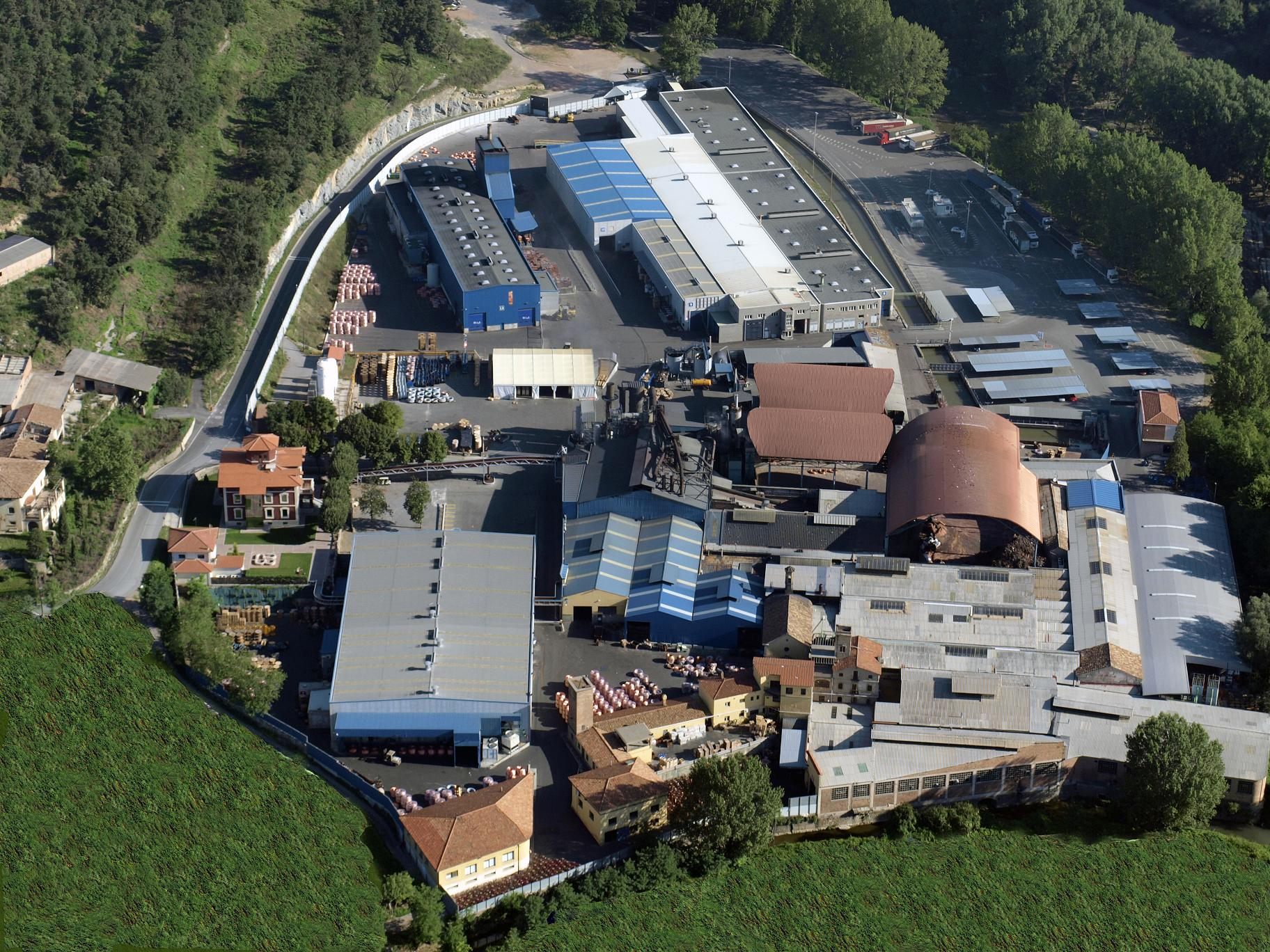
La Farga en Masías de Voltregá.

La comarca de Osona tenía un PIB en 2016 de 4479 millones de euros, el 2% del PIB de Cataluña (224 751 millones), equivalente a la población (158 334 hab. en 2018, sobre 7 600 065 de Cataluña). La renta per cápita o PIB por habitante era de 29 100 euros, ligeramente por debajo de la media regional. Por otro lado, la renta familiar disponible bruta (una vez restados del PIB los beneficios no distribuidos por las empresas, los impuestos sobre la renta de las personas físicas, el impuesto sobre sociedades y las cotizaciones sociales) era de 16 700 euros, el 98,3 por ciento de la media de Cataluña.
El sector con más valor añadido es el de los servicios (2273 millones), seguido de la industria (1544 millones), la construcción (192 millones) y la agricultura (101,4 millones). En el sector servicios, el valor más importante es el inmobiliario (687 millones), seguido de la administración pública (594 millones), el comercio (550 millones), el transporte (151 millones), las actividades financieras y de seguros (147 millones) y la hostelería (147 millones). En industria, destacan los sectores de alimentació, textil, madera, artes gráficas, química y caucho (633 millones), seguido de la metalurgia, la maquinaría, el material eléctrico y el transporte (633 millones). En la región había matriculados, en 2018, 128 384 vehículos, de los que 23 865 eran vehículos industriales y 85 252 turismos, uno por cada dos habitantes. 
La agricultura, con un valor pequeño en relación con el total de la economía, está directamente relacionado con el sector agroalimentario. En la comarca hay 26 631 ha cultivadas, de las que 26 454 son herbáceas (cereales en su mayoría) destinados la alimentación animal en gran parte. En 2018, había 68 483 cabezas de ganado vacuno (con 106 491 plazas en 775 explotaciones), 40 744 de ovino (279 explotaciones), 794 724 de porcino (con 1 086000 plazas en 779 explotaciones (sobre un total de la región de 7,78 millones de ejemplares y 9,1 millones de plazas) y 337 789 de aves (sobre un total de 44 millones en Cataluña). De las 1780 explotaciones que hay en la comarca, 1249 tienen ganado. En la industria ganadera más potente, la del porcino, se sacrificaron, en 2018, 22 430 128 ejemplares (de un total de 249 millones de animales sacrificados en Cataluña, sumando todas las especies). En la comarca hay más de 300 empresas relacionadas con el sector cárnico.

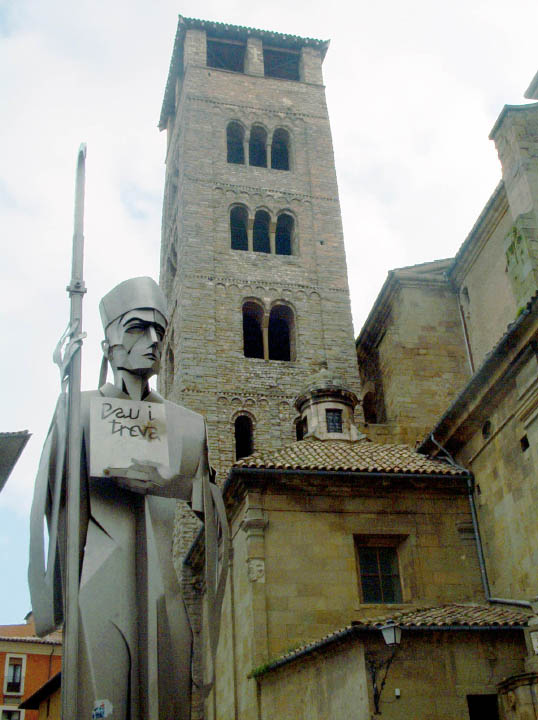
Homenaje a la paz y tregua, frente al campanario de la catedral de Vic.

En cualquier caso, la industria alimentaria, relacionada con la actividad porcina, representaba en 2017 el 30,7% de la facturación total de la comarca. En 2016 se cierra el último de los pequeños mataderos municipales en Seva y se mantienen solo los grandes mataderos industriales como Mafriges, en San Vicente de Torelló; Esfosa (Escorxador Frigorific d'Osona), que pertenece en parte al Grupo Baucells y en parte a Casa Tarradellas, y Le Porc Gourmet, que pertenece al aragonés Grupo Jorge. y tiene el matadero en Santa Eugenia de Berga.
La mayor parte de la facturación de las empresas de Osona se centra en Vic, Gurb y las Masías de Voltregá. Las empresas con mayor facturación son el Grupo Bonpreu, con sede en Las Masías de Voltregá; Casa Tarradellas, con sede en Gurb, y La Farga, con sede también en Las Masías de Voltregá. El grupo Bonpreu es una empresa de alimentación (hipermercados, supermercados y gasolineras en Cataluña únicamente, que, en 2018 tenía 127 establecimientos y 7410 trabajadores) con una facturación de 1347 millones de euros. Casa Tarradellas es una empresa de alimentación que tiene, desde tierras para sembrar trigo y un molino donde se elabora la harina de sus pizzas en Gurb, hasta granjas, mataderos, una flota de transporte y empresas de elaboración de productos cárnicos (líder en España) con una facturación a finales de 2018 cercana a los 1000 millones de euros. En 2016 tenía 1800 trabajdores y 11 centros de producción. La Farga es una empresa metalúrgica que fabrica y comercializa semielaborados de cobre y sus aleaciones para los mercados eléctricos, de envases metálicos, ferroviario, de tuberías, de automoción y conductores especiales. En 2017, La Farga factura 1100 millones de euros, con 400 trabajadores en la Colònia Lacambra de les Masies de Voltregà, utiizando en su mayor parte cobre reciclado, moviendo unas 240 000 toneladas de este metal. Entre las peculiaridades económicas está el llamado valle del perfume o del aluminio, como se conoce al valle del río Ges en el norte de la comarca, donde existen cuatro empresas que fabrican tapones, matrices, moldes y utillaje para envasar los perfumes de unas 80 firmas europeas. Entre ellas destaca Axilone Metal, en San Pedro de Torelló, que pertenece al grupo chino inversor Citic Capital y factura unos 50 millones de euros en 2019, con 242 empleados en 2018, pero en crecimiento.

### Producción y turismo
Osona se caracteriza por su importante explotación porcina, siendo la ganadería y la agricultura una fuente importante de riqueza de la comarca, y un entramado industrial diverso, con sectores tradicionales como peleterías y otras importantes como industrias agroalimentarias, construcciones mecánicas y otras muy diversas. Vic, ciudad de ferias y mercados, acoge cada año turistas de todo el mundo en algunas de sus actividades anuales: "El Mercado del Ramo", Mercado Medieval, etc., así como en el tradicional mercado de todos los sábados en la plaza Mayor de dicha ciudad.

## Municipios
La componen 42 municipios, algunos de gran extensión, como Santa María de Corcó, por ejemplo, con 62,05 km²; que siendo el más extenso de la comarca tiene pocos habitantes. Por el contrario, el más pequeño, San Hipólito de Voltregá, con 0,97 km², cuenta con más habitantes que Santa María de Corcó. La comarca es muy activa. Tiene una universidad en Vic, y dispone de todos aquellos servicios que pueden encontrarse en las grandes capitales, la mayoría de ellos ubicados en su capital: Vic, con una superficie de 30,92 km² y más de 48 000 habitantes. Entre otras localidades está la ciudad de Manlleu, que con más de 21 000 habitantes y unos 17,3 km² se encuentra a 7 km de Vic, la capital de la comarca, y a unos 69 km de Barcelona. También hay otros municipios como Torelló, a unos 15 km de la capital, entre otros.
| Municipio                                               | Población (2019) | Mapa | Municipio                                         | Población (2019) | Mapa |
| ------------------------------------------------------- | ---------------- | ---- | ------------------------------------------------- | ---------------- | ---- |
| Alpens                                                  | 266              |      | Balenyá (Balenyà)                                 | 3821             |      |
| Brull (El Brull)                                        | 263              |      | Calldetenes (Calldetenes)                         | 2489             |      |
| Centellas (Centelles)                                   | 7404             |      | Espinelvas (Espinelves)                           | 215              |      |
| Santa María de Corcó (L'Esquirol)                       | 2181             |      | Folgarolas (Folgueroles)                          | 2267             |      |
| Gurb                                                    | 2681             |      | Llusá (Lluçà)                                     | 273              |      |
| Malla                                                   | 273              |      | Manlleu                                           | 20 573           |      |
| Masías de Roda (Les Masies de Roda)                     | 700              |      | Las Masías de Voltregá (Les Masies de Voltregà)   | 3141             |      |
| Montesquíu (Montesquiu)                                 | 998              |      | Montanyola (Muntanyola)                           | 634              |      |
| Olost                                                   | 1198             |      | Orís                                              | 315              |      |
| Oristá (Oristà)                                         | 541              |      | Perafita                                          | 395              |      |
| Prats de Llusanés (Prats de Lluçanès)                   | 2569             |      | Roda del Ter (Roda de Ter)                        | 6301             |      |
| Rupit y Pruït (Rupit i Pruit)                           | 279              |      | San Agustín de Llusanés (Sant Agustí de Lluçanès) | 85               |      |
| San Bartolomé del Grau (Sant Bartomeu del Grau)         | 858              |      | San Baudilio de Llusanés (Sant Boi de Lluçanès)   | 541              |      |
| San Hipólito de Voltregá (Sant Hipòlit de Voltregà)     | 3484             |      | San Julián de Vilatorta (Sant Julià de Vilatorta) | 3114             |      |
| San Martín del Bas (Sant Martí d'Albars)                | 112              |      | San Martín de Centellas (Sant Martí de Centelles) | 1167             |      |
| San Pedro de Torelló (Sant Pere de Torelló)             | 2419             |      | San Quirico de Besora (Sant Quirze de Besora)     | 2167             |      |
| San Saturnino de Osormot (Sant Sadurní d'Osormort)      | 78               |      | San Vicente de Torelló (Sant Vicenç de Torelló)   | 2058             |      |
| Santa Cecilia de Voltregá (Santa Cecília de Voltregà)   | 187              |      | Santa Eugenia de Berga (Santa Eugènia de Berga)   | 2248             |      |
| Santa Eulalia de Riuprimer (Santa Eulàlia de Riuprimer) | 1345             |      | Santa María de Besora (Santa Maria de Besora)     | 150              |      |
| Seva                                                    | 3519             |      | Sobremunt                                         | 79               |      |
| Sora                                                    | 209              |      | Taradell                                          | 6489             |      |
| Tabernolas (Tavèrnoles)                                 | 316              |      | Tavertet                                          | 111              |      |
| Tona                                                    | 8241             |      | Torelló                                           | 14 347           |      |
| Vic (Vic)                                               | 46 214           |      | Vidrá (Vidrà)                                     | 167              |      |
| Viladrau                                                | 1040             |      | Vilanova de Sau                                   | 299              |      |